# Abies Sect. Nobilis
Секција Nobilis је део рода јела који обухвата две високопланинске врсте распрострањене у западним деловима САД:
- — величанствена јела
- — црвена јела